# Fim do Mundo (minissérie)
Fim do Mundo é uma minissérie ficcional brasileira de drama e mistério. Composta por cinco capítulos, foi transmitida pelo Canal Brasil entre 19 de novembro e 17 de dezembro de 2016.
Realizada pela Rec Produtores, foi gravada em Triunfo (Pernambuco) — com casas do século XIX e sítios da zona rural transformados em locações — tendo como criador, roteirista e diretor Hilton Lacerda, dividindo a direção com Lírio Ferreira. Na fase de produção, o projeto foi nomeado "Conto que vejo", por se tratar de uma obra inspirada em contos literários.

## Enredo
O enredo centra-se em Vitória (Hermila Guedes), que retorna para Desterro, cidade onde nasceu, juntamente com o filho Cristiano (Jesuíta Barbosa). Seu intuito é reconstruir a vida juntamente com Cristiano, deixando para trás problemas e delitos cometidos pelo filho. 
Mãe e filho expõem sua relação conflituosa e, ao chegar na casa de Balbino (Alberto Pires), irmão de Vitória, o clima de embate se expande aos demais membros da família — essa atmosfera alimenta as histórias e mistérios que rodeiam a pacata cidadezinha.

### Estrutura
Formada por cinco capítulos, a minissérie é inspirada por cinco diferentes contos de escritores nordestinos, cada um explorado em um capítulo distinto. 
O escritor cearense Ronaldo Correia de Brito é o curador e escritor do conto "Mentira de amor", que serve como base para a história do primeiro capítulo. Também foram selecionados os contos "Mateus", de Hermilo Borba Filho, "O dia em que Céu casou", de José Carlos Viana, e "Castilho Hernandez, o cantor e sua solidão", de Sidney Rocha. O último conto é do próprio diretor, Hilton Lacerda, intitulado "Fim do mundo".

## Elenco
- Hermila Guedes ... Verônica
- Jesuíta Barbosa ... Cristiano
- Alberto Pires ... Balbino
- Marcélia Cartaxo ... Mazé
- Larissa Leão ... Joaninha
- Artur Maia ... Pedro
- Hermínia Mendes ... Liana
- Andréa Veruska ... Delmira
- Bruno Goya ... Juvêncio